# Mesquitela (Celorico da Beira)
Mesquitela is een plaats (freguesia) in de Portugese gemeente Celorico da Beira en telt 308 inwoners (2001).